# Poliana
Poliana là một chi bướm đêm thuộc họ Sphingidae.

## Các loài
- Poliana albescens - Inoue 1996
- Poliana buchholzi - (Plotz 1880)
- Poliana leucomelas - Rothschild & Jordan 1915
- Poliana micra - Rothschild & Jordan 1903
- Poliana wintgensi - (Strand 1910)